# Antonio Pugliese
Antonio Pugliese (Cosenza, 1941 - Ontario, 19 augustus 2000), beter bekend als Tony Parisi, was een Italiaans professioneel worstelaar.
Hij overleed aan een hartaanval op 19 augustus 2000.

## In worstelen
- Finishers
  - Italian Cannonball (Senton)

- Manager
  - Arnold Skaaland

## Erelijst
- Big Time Wrestling
  - NWA Texas Tag Team Championship (1 keer met Wahoo McDaniel)

- Championship Wrestling from Florida
  - NWA Florida Tag Team Championship (1 keer met Dominic DeNucci)

- Lutte Internationale (Montreal)
  - Canadian International Tag Team Championship (4 keer; 3x met Gino Brito en 1x met Dino Bravo)

- National Wrestling Federation
  - NWF World Tag Team Championship (3 keer; 2x met Dominic DeNucci en 1x met Luis Martinez)

- World Championship Wrestling (Australia)
  - IWA World Tag Team Championship (5 keer; 1x met Mario Milano, 1x met Dominic DeNucci, 1x met Don Leo Jonathan en 1x met Mark Lewin)

- World Wrestling Association (Los Angeles)
  - WWA World Tag Team Championship (1 keer met Pedro Morales)

- World Wide Wrestling Federation / World Wrestling Federation
  - WWF International Heavyweight Championship (1 keer)
  - WWWF United States Tag Team Championship (2 keer; 1x met Johnny Valentine en 1x met Spiros Arion)
  - WWWF World Tag Team Championship (1 keer met Louis Cerdan)